# Mellantjärnen (Indals socken, Medelpad)
Mellantjärnen är en sjö i Sundsvalls kommun i Medelpad och ingår i Indalsälvens huvudavrinningsområde.